# Krista Louise Jørgensen
Krista Louise Jørgensen (født 5. oktober 1928, død 19. juli 2022) var en dansk forfatter og uddannet barneplejerske. Hun debuterede i 1982 med digtsamlingen Et barn til låns og har siden skrevet i adskillige genrer.

## Ekstern henvisning
- Biografi Arkiveret 2. marts 2006 hos  Wayback Machine på Litteratursiden.dk